# Macromastie

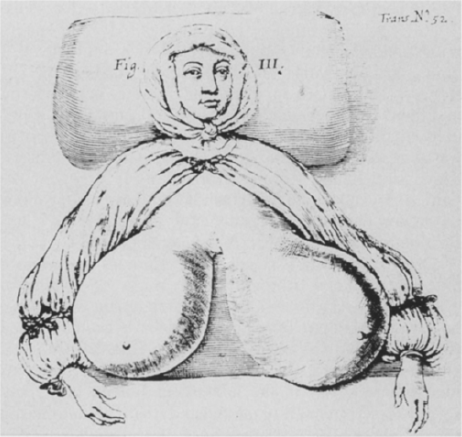
Jonge vrouw met macromastie, 1670

Macromastie of hypertrofie van de borst is de medische benaming voor abnormaal grote borsten. De aandoening is erg zeldzaam.

## Diagnose
De diagnose wordt gesteld als een borst ongeveer 3% van het totale lichaamsgewicht overschrijdt.

## Oorzaken
Hypertrofie van het borstweefsel kan worden veroorzaakt door een verhoogde gevoeligheid voor de vrouwelijke hormonenen prolactine, oestrogeen en/of progesteron. De aandoening wordt vaak geassocieerd met obesitas.